# Stamitz-Orchester
Das Stamitz-Orchester in Mannheim ist eines der größten und ältesten Laien-Symphonie-Orchester in Europa. Aus Tradition ist nur der Dirigent ein Berufsmusiker.

## Geschichte
Das Stamitz-Orchester entstand im Herbst 1778, als der pfälzische Kurfürst Karl Theodor 1777 die bayerische Erbfolge antrat und seine Residenz von Mannheim nach München verlegte. Auch seine Hofkapelle, die zu der Zeit bereits in Europa bekannt war, nahm er mit. Viele ihrer Mitglieder waren nicht nur namhafte Musiker, sondern auch Komponisten (unter anderem Ignaz Holzbauer, Franz Xaver Richter, Georg Joseph Vogler, Christian Cannabich, Franz Danzi). Ihr Leiter war der böhmische Komponist und Violinist Johann Stamitz, der die sogenannte Mannheimer Schule begründete.
Das Ensemble gab am 20. November 1778 sein erstes Konzert und war ein halbes Jahrhundert Bestandteil des Mannheimer Kulturlebens. Aber auch nach Wieder-Begründung eines rein professionellen Orchesters blieb das Laien-Orchester bis zum heutigen Tage bestehen und gab sich 1922 den Namen Stamitz-Orchester, um an den Namen des Begründers des musikalischen Rufes Mannheims zu erinnern.
Das Orchester wurde für seine Verdienste um das Musikleben 1954 vom Mannheimer Gemeinderat mit der Verleihung der Schiller-Plakette, 1986 vom ehemaligen Bundespräsidenten Richard von Weizsäcker mit der Verleihung der Pro-Musica-Plakette und 1998 von der Landesregierung Baden-Württemberg mit der Verleihung der Conradin-Kreutzer-Tafel gewürdigt.
Heute ist das Orchester ein Verein mit Sitz in Mannheim und trägt den Namen Stamitz-Orchester Mannheim, Vereinigung von Musikfreunden e.V.
Der Verein zählt derzeit etwa 80 aktive Mitglieder. Hinzu kommen Förder- und Ehrenmitglieder (Stand: 2006). Das Orchester ist Mitglied im Bundesverband Deutscher Liebhaberorchester.

## Dirigenten
- 1778–1807: Ignaz Fränzl
- 1847–1858: Vincenz Lachner
- 1858–1876: Ferdinand Langer
- 1921–1933: Max Sinzheimer
- 1950–1951: Erich Riede
- 1952–1969: Eugen Hesse
- 1969–1986: Karl Fischer
- 1986–1992: Wolfgang Hofmann
- 1992–2002: Andrew Connor
- 2002–2018: Klaus Eisenmann
- 2018–heute: Jan-Paul Reinke